# Alloysius Agu
Alloysius Uzoma Agu (Lagos, 12 de juliol del 1967) va ser un futbolista nigerià dels anys 80 i 90.

## Biografia
Va néixer el 12 de juliol del 1967 a Lagos. Va jugar 24 partits amb la selecció de futbol de Nigèria, sent el primer porter de la selecció a inicis dels 90. Amb Nigèria va jugar la Copa D'Àfrica de Nacions de 1992, on va ser titular als 4 partits que van jugar, sent eliminats a les semifinals per Ghana. També fou inscrit a la Copa del Món de Futbol de 1994 i a la Copa D'Àfrica de Nacions de 1994 (títol guanyat per Nigèria), on va ser suplent de Peter Rufai. Després de jugar 3 últimes temporades a Turquia, al Kaiserispor, va penjar les botes amb només 30 anys.
Posteriorment va ser entrenadors de porters del Enyimba International FC nigerià, i el 2008 fou va rebre el càrrec d'entrenador de porters de la seva selecció nacional.

## Trajectòria esportiva
- NEPA: 1982-1989
- ACB Lagos: 1990
- MVV: 1990-92
- R.F.C. de Liège: 1992-1994
- Kayserispor: 1994-1997